# La Pedrera (Sant Llorenç d'Hortons)
La Pedrera és una masia de Sant Llorenç d'Hortons (Alt Penedès) inclosa a l'Inventari del Patrimoni Arquitectònic de Catalunya.

## Descripció
És una masia rectangular de fidels línies de tipus basilical català, de planta, pis i golfes a un cos central més elevat, a dues vessants, i un gran celler de volta continuada subterrani. Distribució tradicional: gran entrada, pis a mig aire per als masovers, cellers a cada banda i escala que condueix a una grandiosa sala superior repartidora de les habitacions on hi ha l'armariet buit de l'antic rellotge. D'aquesta sala parteix una escala que porta a les golfes que reben la claror per cinc arquets, estrado amb la teulada sostinguda per encavallades de fusta. Tres finestres simètriques a la façana i restes del rellotge de sol. Annexos hi existeixen uns cellers obrats el segle passat.